# Régis François Gignoux

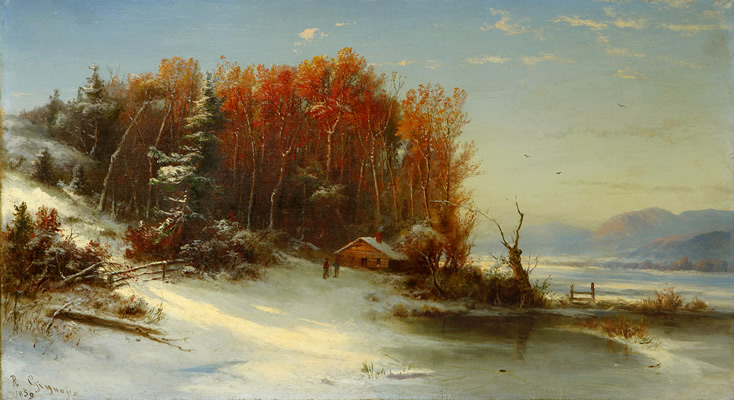
Pierwszy śnieg nad rzeką Hudson, 1859

Régis François Gignoux (ur. 1814 w Lyonie, zm. 14 sierpnia 1882 w Paryżu) – malarz francuskiego pochodzenia działający w Stanach Zjednoczonych.
Urodził się we Francji, od wczesnych lat życia wykazywał zainteresowania sztuką. Uczył się we Fryburgu w Szwajcarii, a później w Académie St. Pierre w Lyonie. Studia kontynuował w Paryżu w École des Beaux-Arts, jego nauczycielami byli Horacy Vernet (1789-1863) i Paul Delaroche (1797-1856). W 1840 Gignoux wyjechał do Stanów Zjednoczonych, przyczyną wyjazdu była miłość do młodej Amerykanki, która została później jego żoną. Zafascynowany pięknem amerykańskiej przyrody postanowił zostać w USA na stałe.
Artysta szybko stał się wiodącym malarzem Hudson River School, współpracował m.in. z Frederickiem Edwinem Churchem i Johnem Frederickiem Kensettem, wystawiał w National Academy of Design, Pennsylvania Academy of the Fine Arts i paryskim Salonie. Specjalizował się w malarstwie pejzażowym, najchętniej utrwalając krajobrazy zimowe. Jego przesycone światłem prace są bogate w typowe dla przedstawicieli Hudson River School efekty luministyczne.
Régis François Gignoux był członkiem National Academy of Design i pierwszym prezesem Brooklyn Art Association. Miał kilku uczniów, z których najbardziej znani są George Inness (1825–1894) i John La Farge (1835–1910). W 1870 artysta powrócił do Francji, zmarł w Paryżu w 1882.
Liczne prace malarza znajdują się głównie w galeriach amerykańskich m.in. w Corcoran Gallery of Art w Waszyngtonie, Museum of Fine Arts w Bostonie, Brooklyn Museum i New-York Historical Society. Obraz Niagara Falls in Winter z 1848 znajduje się w Kapitolu Stanów Zjednoczonych w Waszyngtonie.

## Wybrane prace
- Winter Scene in New Jersey, 1847, Museum of Fine Arts w Bostonie,
- Niagara Fals in Winter, 1848, U.S. Capitol Art Collection
- View, Dismal Swamp, North Carolina, 1850, Museum of Fine Arts w Bostonie,
- First Snow along the Hudson River, 1859, kolekcja prywatna,
- Market Scene, 1862, Brooklyn Museum of Art,